# Schießbefehl (Polizei- und Militärwesen)
Im Polizei- und Militärwesen ist ein Schießbefehl der Befehl an den Schützen, einen (oder mehrere) Schüsse abzugeben. Hierbei besteht zumindest eine bedingte Feuererlaubnis. 

## Polizei
Die Zulässigkeit des Schusswaffengebrauchs gegen Personen, auch der sogenannte finale Rettungsschuss, ist in den Polizeigesetzen des Bundes und der Länder geregelt.
In den weitaus meisten Fällen wird die Schusswaffe zum Töten gefährlicher, kranker oder verletzter Tiere eingesetzt.

## Militär
Die Einsatzregeln (Rules of Engagement, RoE) beinhalten die Regeln für die Streitkräfte zum Einsatz von Gewalt und Zwangsmaßnahmen bei einer Operation.
Beim Militär läuft der Schuss- bzw. Feuerbefehl nach einem mehr oder weniger ähnlichen Schema in allen Armeen der Welt ab:
- Einheit: Hier wird vom Kommandanten eine bestimmte Person oder Waffengruppe bestimmt, zum Beispiel „Rekrut Maier“ oder „MG“.
- Richtung: Der Kommandant gibt die Schussrichtung an, zum Beispiel „halbrechts“ oder einen bestimmten Zielpunkt wie zum Beispiel eine Brücke.
- Entfernung: Der Kommandant gibt die Entfernung in Metern an, zum Beispiel „zwohundert“. Bei Angabe eines bestimmten Zielpunktes entfällt die Entfernungsangabe.
- Ziel: Der Kommandant beschreibt das Ziel, zum Beispiel „MG in Stellung“.
- Ausführung: Der Kommandant befiehlt die Ausführung meist mit dem Befehl „Feuer!“. Befehle wie „Feuern auf meinen Pfiff“ sind jedoch ebenso möglich wie der so genannte Feuerüberfall, bei dem der Kommandant von drei herunterzählt und anschließend die angerufenen Soldaten gleichzeitig das Feuer eröffnen. Bei diesem Teil des Befehls kann der Kommandant ebenso Feuerart (zum Beispiel „Einzelfeuer“) und Munitionsmenge (zum Beispiel „Halbes Magazin“) angeben; wird die Feuerart nicht angegeben, wählt sie der Soldat selbständig.

Bei leicht auffindbaren und nicht verwechselbaren Zielen, wie zum Beispiel einem Konvoi, können die Angabe von Richtung und Entfernung entfallen.
Mit dem Befehl „Feuer frei!“ kann der Kommandant den Feuerkampf den Soldaten überlassen; diese dürfen dann nach eigenem Ermessen schießen, bis der Befehl „Feuer einstellen!“ gegeben wird. Bei plötzlichem Feindauftritt gilt ebenfalls Feuer frei.
Bei Übungen (zum Beispiel auf einem Schießplatz) dient der Schießbefehl in erster Linie der Sicherheit. Der Befehl „Feuer frei“ wird erst gegeben, wenn eine Gefährdung von Personen ausgeschlossen ist.